# Сичуан
Сичуан или Сечуан (кин: 四川, Sìchuān) је велика покрајина на југу централног дела Кине. Главни град је Ченгду. Сичуан заузима површину од 485.000 km², и у њему живи око 87.250.000 становника (податак из 2007).
Покрајина лежи источно од Тибетанског платоа у горњем току реке Јангце. 

## Привреда
Сичуан је кроз кинеску историју био познат као „покрајина обиља“. Производња жита и пиринча у Сичуану је и данас водећа у Кини. Гаји се још кромпир, брескве, шећерна трска и агруми. По подацима из 1999. Сичуан је први у Кини по производњи свињског меса, а други по производњи свилених чаура. Од руда, најважније су руде ванадијума, титанијума, литијума и кобалта. 

## Биљни и животињски свет
Разноврсна геоморфологија и клима створиле су услове за раст богатог биљног света. Покрајина има више од 7,46 милиона хектара шума. Једна петина такозваних „живих фосила“ Кине живе у Сичуану као ендемске врсте. Велика панда, национални симбол Кине, потиче из планинских регија Сичуана. Најпознатије заштићено природно подручје је резерват Волонг.